# Juan de las Cabezas Altamirano
Juan de las Cabezas Altamirano est un ecclésiastique espagnol, qui fut évêque de Santiago de Cuba (1602-1610) puis de Santiago de los Caballeros de Guatemala (1610-1615) et d'Arequipa, au Pérou du 16 septembre 1615 à sa mort le 19 décembre 1615.
En 1608, il est pris en otage par le pirate français Gilberto Girón, qui réclame une rançon. La population de la ville de Bayamo se mobilise pour libérer l'évêque, et Girón a la tête tranché par un esclave noir, Galomón. À la suite de sa libération est donné un bal où sont utilisés des instruments européens, africains et indiens, un des premiers témoignages de la musique cubaine.